# 斯卡利察區
48°45′N 17°10′E / 48.750°N 17.167°E

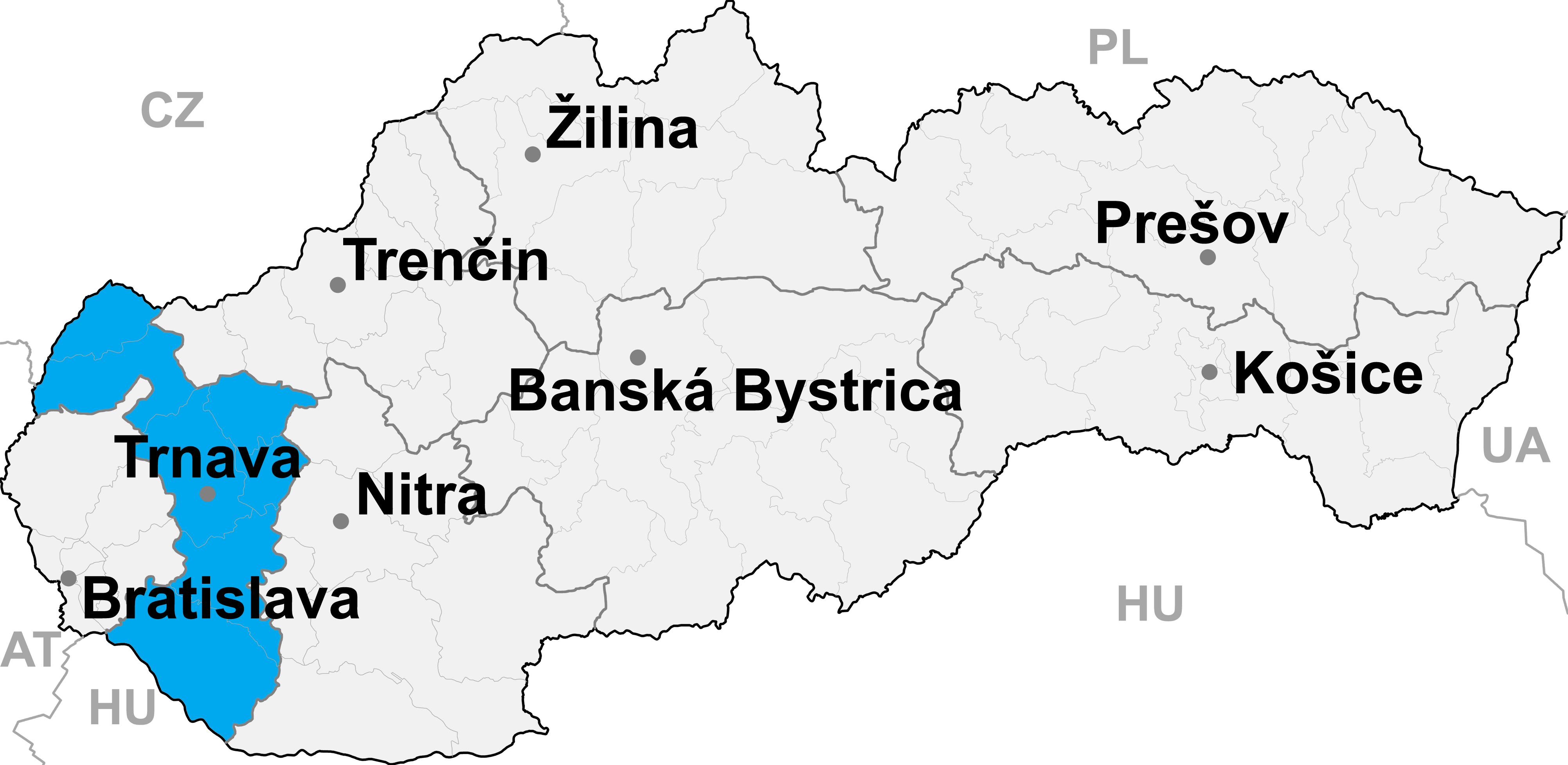

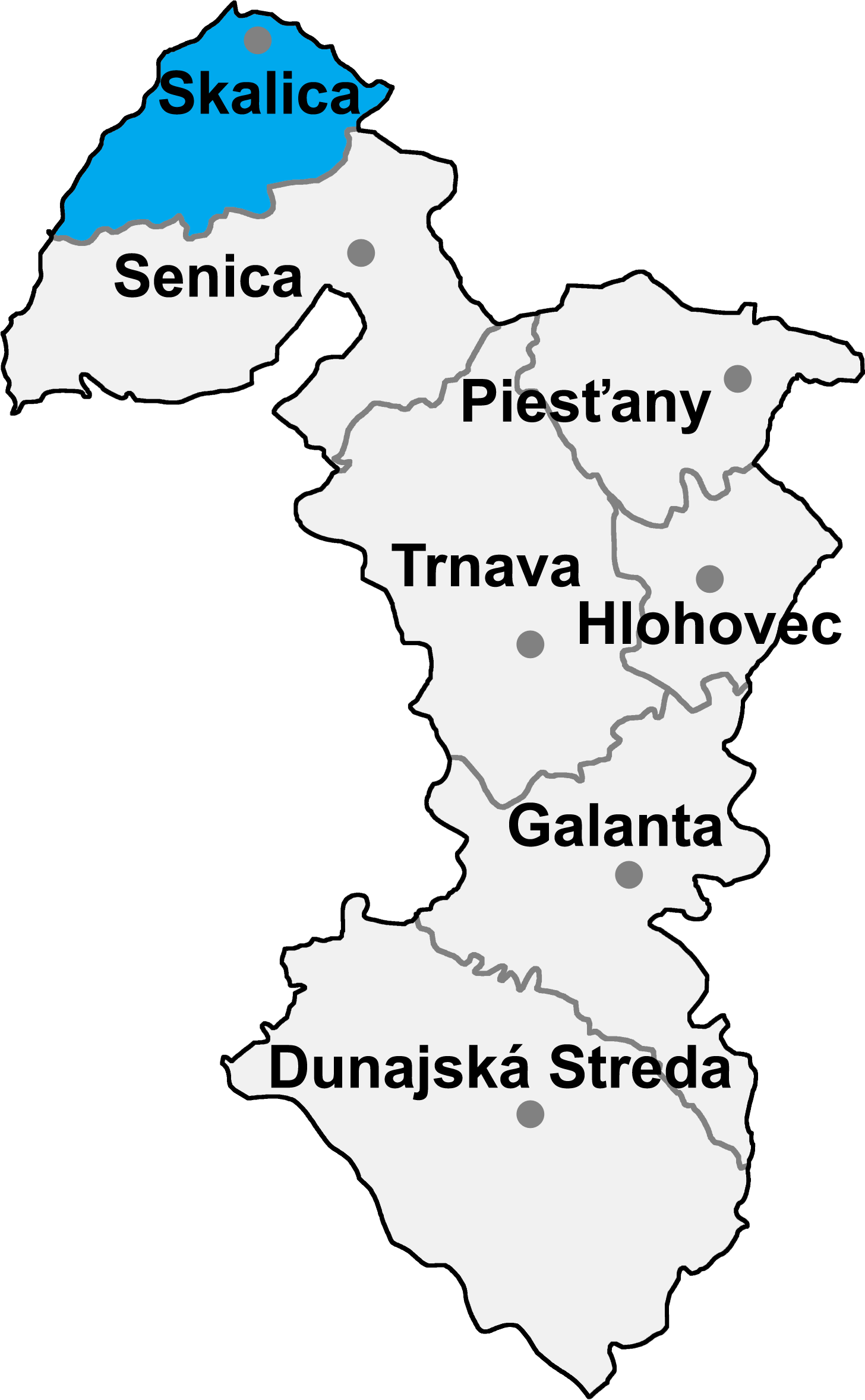

斯卡利察區，是斯洛伐克的一個區，位於該國西部，由特爾納瓦州負責管轄，面積359平方公里，2001年該區人口46,757，人口密度每平方公里130人。